# دهستان پلنگانه
دهستان پلنگانه نام دهستانی در بخش مرکزی شهرستان جوانرود، استان کرمانشاه در ایران است. براساس سرشماری مرکز آمار ایران در سال ۱۳۸۵، جمعیت آن ۴۶۸۷ نفر (۹۹۵ خانوار) بوده‌است.